# Matt Berlin
Matthew "Matt" Berlin, född 20 januari 1998, är en kanadensisk ishockeymålvakt som spelade två minuter och 26 sekunder i en NHL-match för Edmonton Oilers när de mötte Chicago Blackhawks på hemmaplan i Rogers Place i Edmonton, Alberta i Kanada den 28 januari 2023.
Oilers ena målvakt Stuart Skinner tvingades lämna sent återbud på grund av uppkommen sjukdom vilket gjorde att Oilers hade ingen möjlighet att kalla upp någon reservmålvakt från deras farmarlag Bakersfield Condors (AHL). Det innebar att laget stod endast med Jack Campbell till förfogande inför matchen mot Blackhawks. Oilers tvingades då signera ett amatörkontrakt på en dag med Berlin i syfte att han skulle vara akut backup till Campbell. Berlin hade sedan 2021 varit på listan över akuta backupmålvakter för Oilers och han har även deltagit i vissa träningspass med NHL-laget. När det återstod två minuter och 26 sekunder i matchen då beslutade tränaren Jay Woodcroft, på initiativ av lagkaptenen Connor McDavid, att byta ut Campbell i förmån av Berlin, matchen var ändå till Oilers fördel när det stod 7–3 till dem. Han gjorde en räddning, ett skott från Caleb Jones.
Han studerar psykologi vid University of Alberta och spelar samtidigt för deras idrottsförening Alberta Golden Bears ishockeylag i U Sports. Berlin har tidigare spelat för Spokane Chiefs, Seattle Thunderbirds och Kootenay Ice i Western Hockey League (WHL).
Han blev aldrig NHL-draftad.

## Statistik
M = Matcher, V = Vinster, F = Förluster, O = Oavgjorda, ÖF = Förluster på övertid eller straffar, MIN = Spelade minuter, IM = Insläppta Mål, N = Hållit nollan, GAA = Genomsnitt insläppta mål per match, R% = Räddningsprocent

### Grundserie
| Säsong     | Lag                     | Liga       | M           | V           | F           | O           | ÖF          | MIN         | IM          | N           | GAA         | R%          |       |
| ---------- | ----------------------- | ---------- | ----------- | ----------- | ----------- | ----------- | ----------- | ----------- | ----------- | ----------- | ----------- | ----------- | ----- |
| 2011–2012  | SSAC Lions              | AMBHL      | 15          | —           | —           | —           | —           | —           | —           | —           | 3,35        | 0,874       | [ 4 ] |
| 2012–2013  | SSAC Lions              | AMBHL      | 12          | —           | —           | —           | —           | —           | —           | —           | 2,59        | 0,887       | [ 4 ] |
| 2013–2014  | SSAC Bulldogs           | AMMHL      | 23          | —           | —           | —           | —           | —           | —           | —           | 2,43        | 0,918       | [ 4 ] |
| 2014–2015  | SSAC Athletics          | AMHL       | 19          | —           | —           | —           | —           | —           | —           | —           | 3,49        | 0,888       | [ 4 ] |
| 2015–2016  | Drayton Valley Thunder  | AJHL       | 16          | 5           | 8           | 0           | —           | 816         | 61          | 1           | 4,49        | 0,873       | [ 5 ] |
|            | Spokane Chiefs          | WHL        | 6           | 1           | 1           | 2           | —           | 233         | 17          | 0           | 4,38        | 0,851       | [ 5 ] |
| 2016–2017  | Sherwood Park Crusaders | AJHL       | 3           | 2           | 0           | 1           | —           | 182         | 9           | 0           | 2,97        | 0,902       | [ 5 ] |
|            | Spokane Chiefs          | WHL        | 1           | —           | —           | —           | —           | 10          | 1           | 0           | 6,07        | 0,750       | [ 5 ] |
|            | Seattle Thunderbirds    | WHL        | 13          | 7           | 2           | 0           | —           | 702         | 33          | 1           | 2,82        | 0,902       | [ 5 ] |
| 2017–2018  | Seattle Thunderbirds    | WHL        | 24          | 12          | 7           | 1           | —           | 1359        | 77          | 1           | 3,40        | 0,893       | [ 5 ] |
|            | Kootenay Ice            | WHL        | 13          | 3           | 8           | 1           | —           | 729         | 44          | 0           | 3,62        | 0,875       | [ 5 ] |
| 2018–2019  | Sherwood Park Crusaders | AJHL       | 38          | 28          | 9           | 1           | —           | 2267        | 97          | 2           | 2,57        | 0,917       | [ 5 ] |
| 2019–2020  | Alberta Golden Bears    | U Sports   | 15          | 10          | 4           | 0           | —           | 814         | 26          | 3           | 1,92        | 0,907       | [ 5 ] |
| 2020–2021  | Alberta Golden Bears    | U Sports   | Spelade ej. | Spelade ej. | Spelade ej. | Spelade ej. | Spelade ej. | Spelade ej. | Spelade ej. | Spelade ej. | Spelade ej. | Spelade ej. | [ 5 ] |
| 2021–2022  | Alberta Golden Bears    | U Sports   | 1           | 0           | 1           | 0           | —           | 59          | 2           | 0           | 2,03        | 0,935       | [ 5 ] |
| 2022–2023  | Edmonton Oilers         | NHL        | 1           | —           | —           | —           | —           | 2           | 0           | 0           | 0,00        | 1,000       | [ 5 ] |
|            | Alberta Golden Bears    | U Sports   | 5           | 4           | 0           | 1           | —           | 303         | 13          | 0           | 2,57        | 0,892       | [ 5 ] |
| NHL totalt | NHL totalt              | NHL totalt | 1           | —           | —           | —           | —           | 2           | 0           | 0           | 0,00        | 1,000       |       |

### Slutspel
| Säsong    | Lag                     | Liga     | M  | V | F | O | MIN | IM | N | GAA   | R%    |       |
| --------- | ----------------------- | -------- | -- | - | - | - | --- | -- | - | ----- | ----- | ----- |
| 2014–2015 | SSAC Athletics          | AMHL     | 7  | — | — | — | —   | —  | — | 2,01  | 0,942 | [ 4 ] |
| 2015–2016 | Drayton Valley Thunder  | AJHL     | 1  | — | — | — | —   | —  | — | 11,54 | 0,615 | [ 4 ] |
| 2018–2019 | Sherwood Park Crusaders | AJHL     | 12 | — | — | — | —   | —  | — | 3,11  | 0,911 | [ 4 ] |
| 2019–2020 | Alberta Golden Bears    | U Sports | 2  | — | — | — | —   | —  | — | 1,53  | 0,923 | [ 4 ] |
| .         |                         |          |    |   |   |   |     |    |   |       |       |       |